# Chiesa di Santa Maria a Marcoiano
La chiesa di Santa Maria a Marcoiano è una pieve di Marcoiano, nel comune di Scarperia e San Piero, in provincia di Firenze.

## Storia e descrizione
I primi documenti che parlano di questa pieve risalgono al 1091. Distrutta nella seconda guerra mondiale, fu ricostruita in stile neogotico.
Internamente conserva una tavola raffigurante la Madonna con Bambino e santi. A lato della pieve quella che fu la compagnia, ora stanza di catechismo.
La chiesa conserva due campane della torre campanarie che sono del 1385 e del 1585.

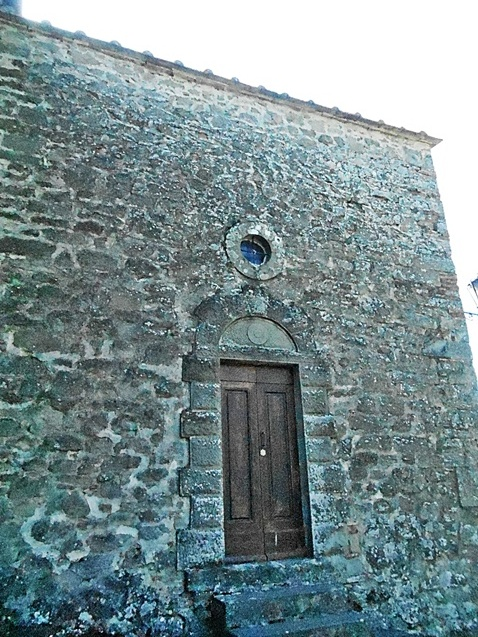
Ex compagnia